# Вудс Роджерс
Вудс Роджерс (англ. Woodes Rogers; бл. 1679 — 15 липня 1732) — англійський морський капітан, капер, работорговець, двічі був королівським губернатором Багамських островів у 1718—1721 і 1728—1732 роках. Роджерс став першим англійцем, що обігнув земну кулю, зберігши при цьому свої кораблі та більшість своїх людей і відомий як капітан судна, яке врятувало висадженого на безлюдний острів Александра Селкірка, чиї пригоди, як вважають, надихнули Даніеля Дефо на створення роману Робінзон Крузо. Його перший термін на посаді губернатора Багамських островів увінчався перемогою над місцевими піратами але фінансово був катастрофічним для Роджерса, тож після повернення до Англії він був ув'язнений за борги. Під час свого другого терміну на посаді губернатора Роджерс помер у Нассау у віці близько 53 років.

## Раннє життя
Вудс Роджерс був старшим сином і спадкоємцем Вудса Роджерса, успішного капітана торгового корабля. Вудс Роджерс провів частину свого дитинства в Пулі, Англія, де він, ймовірно, відвідував місцеву школу. Його батько, який володів акціями багатьох кораблів, часто відлучався на дев'ять місяців у році з рибальським флотом Ньюфаундленду. Десь між 1690 і 1696 роками капітан Роджерс перевіз свою родину до Брістоля. У листопаді 1697 року Вудс Роджерс вступив в учні до бристольського моряка Джона Йеманса, щоб навчитися професії моряка. У 18 років Роджерсу був вже надто дорослий, щоб починати семирічне навчання.
Його біограф Браян Літтл припускає, що це могло бути способом для новоприбульців стати частиною морського суспільства Брістоля, а також дало можливість Вудсу Роджерсу стати «вільною людиною» або громадянином міста з правом голосу. Літтл також припускає, що цілком імовірно, що Роджерс отримав свій морський досвід на кораблі Йеманса на флоті Ньюфаундленду. Роджерс завершив своє учнівство в листопаді 1704 року.

### Шлюб і сім'я
Наступного січня Роджерс одружився з Сарою Ветстон, дочкою контр-адмірала сера Вільяма Ветстона, сусіда і близького друга сім'ї. Роджерс набув статус громадянином в Брістолі завдяки своєму шлюбу з видатною родиною Ветстонів. У 1706 році батько Роджерса помер у морі, залишивши свої кораблі та бізнес своєму синові Вудсу. Між 1706 і кінцем 1708 року у Вудса і Сари Роджерс народилися син і дві дочки.

## Каперська експедиція

### Підготовка та раннє плавання

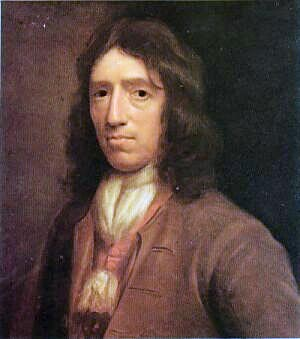
Вільям Дампір

Під час Війни за іспанську спадщину, що почалася в 1702 році, головними ворогами Англії були Франція та Іспанія, і ряд кораблів Брістоля отримали каперські патенти (англ. letters of marque), що дозволяли їм нападати на ворожі військові та торгові судна. Принаймні чотири корабля, в яких Роджерс мав частку власності, отримали такі свідоцтва. Один, Whetstone Galley, названий на честь тестя Роджерса, отримав свідоцтво, перш ніж була відправлена в Африку, щоб розпочати подорож у работоргівлі. Під час полорожі до Африки, цей корабель був захоплений французами. Роджерс зазнав інших втрат від дій французів, хоча він не фіксував їх розмір у своїх звітах. Він вирішив вдатись до каперства як засобу відшкодування цих втрат.
Наприкінці 1707 року до Роджерса звернувся капітан Вільям Дампір, мореплавець і друг батька Роджерса, який запропонував організувати спільну каперську експедицію проти іспанців. Це був відчайдушний крок з боку Дампіра, спрямований на порятунок його кар'єри. Дампір нещодавно повернувся з каперської експедиції на двох кораблях в Тихий океан, яку він очолював і яка завершилася серією заколотів, перш ніж обидва кораблі остаточно затонули через помилку Дампіра, який не забезпечив належного захисту корпусів від деревоточців перед виходом з порту. Не знаючи про це, Роджерс пристав на прлопозицію Дампіра. Фінансування експедиції надавалося багатьма мешканцями Бристольської громади, включаючи Томаса Голдні II з родини квакерів Голдні та Томаса Довера, який став президентом ради подорожей і тестем Роджерса. На чолі ескадри з двох фрегатів «Duke» (Герцог) і «Duchess» (Герцогиня)" і будучи капітаном першого з них, наступні три роки Роджерс провів в плаванні, у підсумку здійснивши навколосвітню подорож. Кораблі вирушили з Брістоля 1 серпня 1708 року. Дампір був на борту як штурман Роджерса.
По дорозі Роджерс стикався з різними проблемами. Сорок членів екіпажу з Брістоля дезертували або були звільнені, і він провів місяць в Ірландії, набираючи поповнення екіпажу і готуючи судна до виходу в море. Багато членів екіпажу були голландцями, данцями та іншими іноземцями. Деякі члени екіпажу підняли заколот після того, як Роджерс відмовився дозволити їм пограбувати нейтральне шведське судно. Коли заколот було придушено, він наказав випороти ватажка, закувати в кайдани і відправити до Англії на борту іншого корабля. Іншим бунтівникам було призначене більш легкі покарання, наприклад, зменшені пайки. Кораблі мали намір обійти Південну Америку через холодну протоку Дрейка, але керівники експедиції незабаром зрозуміли, що їм не вистачає теплого одягу та алкоголю, який, як вважалося, зігріває тих, хто піддається холоду. Вважаючи останнє більш важливою проблемою, експедиція зробила зупинку на Тенерифе, щоб запастися місцевим вином, а пізніше пошила корабельні ковдри для перебування у холодному кліматі. Кораблі важко оминали мис Горн — вони були змушені спуститись на південь майже до 62° південної широти , що, за словами Роджерса, «наскільки нам відомо, це найдальше на південь, куди будь-хто заходив раніше». У найпівденнішій точці, яку досягли кораблі Роджерса, вони знаходились ближче до ще не відкритої Антарктиди, ніж до Південної Америки.

### Порятунок Селкірка і набіги на іспанців

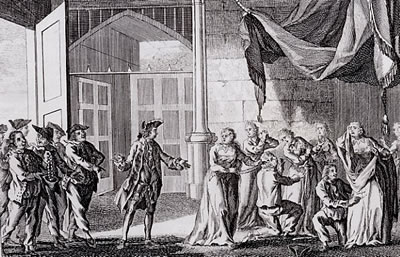
Команда Роджерса обшукує іспанських жінок в пошуках їх коштовності в Гуаякілі

Роджерс заповнював свої кораблі лаймами, щоб боротися з цингою, що в той час не було загальноприйнятою практикою. Після того, як кораблі досягли Тихого океану, їх запаси лаймів були вичерпані, і семеро чоловіків померли від авітамінозу. Дампір спрямував кораблі до маловідомих островів Хуан-Фернандес, щоб поповнити запаси свіжих продуктів. 1 лютого 1709 року, при наближенні до острова моряки помітили на березі вогонь і побоювалися, що це може бути берегова група з іспанського судна. Наступного ранку Роджерс відправив групу на берег і виявив, що вогонь розводив шотландський моряк Александр Селкірк, якого залишили на острові чотири роки тому. Пригоди Селкірка пізніше надихнули другом Роджерса Даніеля Дефо на написання класичного роману «Робінзон Крузо». Роджерс виявив Селкірка «дикого вигляду» і «носить козячу шкуру», зазначивши у своєму щоденнику: «Він мав з собою одяг і постіль, крем'яну рушницю, порох, кулі та тютюн, сокиру, ніж, чайник, Біблію та книги».  Селкірк, якого чотири роки назад висадила на цьому острові попередня навколосвітня експедиція Вільяма Дампіра після того, як Селкірк посварився з капітаном свого корабля, тепер був сповнений бажання приєднатися до флотилії, до складу якої входив його старий командор як штурман корабля. Селкірк служив помічником капітана на борту Duke, а пізніше отримав під своє командування один із призових кораблів, захоплених експедицією.
Покинувши Хуан-Фернандес 14 лютого 1709 року, експедиція захопила та пограбувала декілька малих суден і розпочала атаку на місто Гуаякіль, яке сьогодні знаходиться в Еквадорі. Коли Роджерс спробував домовитися з губернатором, городяни приховали свої цінності. Роджерсу вдалося отримати скромний викуп за місто, але деякі члени екіпажу були настільки незадоволені, що розкопали нещодавно похованих, сподіваючись знайти цінні речі. Це призвело до поширення на борту хвороби, від якої померло шестеро людей. Експедиція втратила зв'язок з одним із захоплених кораблів, яким командував Саймон Хетлі. Інші судна шукали корабель Хетлі, але безуспішно — Хетлі та його люди були захоплені іспанцями. Ще до потрапляння в полон до іспанців, під час подорожі до Тихого океану Хетлі наслідував Селкірка, ставши центром події, яка буде увічнена в літературі. На його кораблі, охопленому штормами, Хетлі в надії на кращий вітер застрелив альбатроса, і цей епізод вшанував Семюел Тейлор Колрідж.
Екіпаж суден ставав все більш незадоволеним, і Роджерс та його офіцери боялися чергового заколоту. Ця напруга була розвіяна завдяки захопленню експедицією багатого призу біля узбережжя Мексики: іспанського судна Nuestra Señora de la Encarnación y Desengaño. У бою Роджерс отримав поранення в обличчя. Хоча Duke і Duchess вдалося захопити це судно, їм не вдалося захопити супутника Енкарнасіона ' добре озброєний галеона Nuestra Señora de Begoña, який втік, пошкодивши обидва судна. Роджерс лише неохоче погодився передати недосвідченому капітану Дувру командування Енкарнасіоном, рішення, яке, можливо, було полегшено, назвавши Селкірка його капітаном.  Капери у супроводі двох своїх нагород з трудом пробивались через Тихий океан. Експедиція змогла поповнити запаси на Гуамі, який, хоча й керувався іспанцями, сердечно привітав каперів. .

### Подорож додому
Потім кораблі вирушили до голландського порту Батавія на території нинішньої Індонезії, де Роджерсу зробили операцію, щоб видалити мушкетну кулю з даху рота, а експедиція позбулася менш морехідного з двох іспанських суден. Сспівпраця з голландцями там була порушенням монополії Британської Ост-Індської компанії. Коли 14 жовтня 1711 року кораблі нарешті кинули якір у річці Темзі , почалася судова боротьба, коли інвестори заплатили Ост-Індській компанії 6000 фунтів стерлінгів (близько 951 000 фунтів 951,000 за сьогоднішніми цінами)  як розрахунки за їх позову про порушення монополії, близько чотирьох відсотків того, що повернув Роджерс. Інвестори приблизно подвоїли свої гроші, в той час як Роджерс отримав 1600 фунтів стерлінгів (зараз коштує, можливо, 253,500 фунтів стерлінгів)  від подорожі, яка спотворила його і коштувала життя його брату, який загинув у битві на Тихому океані. Гроші, ймовірно, були меншими, ніж він міг би заробити вдома, і були повністю поглинені боргами, які його сім'я мала за його відсутності. Тривале плавання та захоплення іспанського корабля зробили Роджерса національним героєм. Роджерс був першим англійцем, який здійснив навколосвітню подорож і зберіг свої кораблі та більшість свого екіпажу.
Після своєї подорожі він написав про це звіт під назвою «Круїзна подорож навколо світу» (Cruising Voyage Round the World). Едвард Кук, офіцер на борту Duchess, також написав книгу «Подорож до Південного моря та навколо світу» (A Voyage to the South Sea and Round the World) і випередив Роджерса у друку на кілька місяців. Проте книга Роджерса виявилась набагато успішнішою за книгу його конкурента і багато читачів були зачаровані розповіддю про порятунок Селкірка, якою Кук знехтував. Серед тих, хто цікавився пригодою Селкірка, був Даніель Дефо, який, судячи з усього, читав про неї і художньо обробив історію у вигляді пригод Робінзона Крузо.
Хоча книга Роджерса мала фінансовий успіх, вона також мала і практичну мету — допомогти британським мореплавцям і можливим колоністам. Значна частина вступу Роджерса присвячена опису привабливості торгівлі в Південних морях. Роджерс зазначає, що якби в Південних морях була британська колонія, йому не довелося б турбуватися про постачання їжі для своєї команди. Третина книги Роджерса присвячена детальним описам місць, які він досліджував, з особливим наголосом на «таких [місцях], які можуть бути найбільш корисними для розширення нашої торгівлі». Він детально описує територію Ла-Плати, оскільки вона лежала «в межах повноважень Компанії Південних морів», чиї фінансові схеми на той час ще не стали скандально відомими. Книгу Роджерса возили з собою такі мореплавці і дослідники південної частини Тихого океану, як адмірал Джордж Енсон і капітани Джон Кліппертон і Джордж Шелвок.

## Губернатор і подальше життя

### Фінансові труднощі та пропозиція Багамських островів
Повернувшись, Роджерс зіткнувся з фінансовими проблемами. Сер Вільям Ветстон помер, і Роджерс, що не зміг покрити збитки свого бізнесу доходами від каперської експедиції, був змушений продати свій будинок у Брістолі, щоб утримувати свою сім'ю. На нього успішно подала до суду група з понад 200 членів його екіпажу, які заявили, що не отримали справедливої частки прибутку від експедиції. Прибутків від його книги було недостатньо, щоб покрити ці суми і він був змушений оголосити банкрутство. Його дружина народила їхню четверту дитину через рік після його повернення — хлопчика, який помер у дитинстві — і Вудс і Сара Роджерс незабаром остаточно розлучилися.
Роджерс вирішив, що виходом з його фінансових труднощів може бути ще одна експедиція, цього разу спрямована проти піратів. У 1713 році Роджерс очолив експедицію на Мадагаскар, формальною метою якої була закупка рабів на цьому острові з подальшим вивезенням їх до Голландської Ост-Індії, цього разу з дозволу Британської Ост-Індійської компанії. Другорядною метою Роджерса було зібрати подробиці про піратів Мадагаскару, сподіваючись або знищити їх або реформувати, і колонізувати Мадагаскар під час наступних подорожей. Роджерс збирав інформацію про піратів та їхні судна поблизу острова. Виявивши, що велика кількість піратів виявилась його співвітчизниками, він переконав багатьох з них підписати петицію до королеви Анни з проханням про помилування. Хоча експедиція Роджерса була прибутковою, коли вона повернулася до Лондона в 1715 році, Британська Ост-Індська компанія наклала вето на ідею колонізації Мадагаскара, вважаючи, що майбутня колонія становитиме більшу загрозу для її монополії, ніж кілька піратів. Відповідно, Роджерс був змушений звернути свій погляд з Мадагаскару на Вест-Індію. Його зв'язки включали кількох радників нового короля Георга I, який заступив королеву Анну в 1714 році, і Роджерс зміг підробити угоду про компанію, яка керуватиме Багамськими островами, які на той час були осередком піратів, в обмін на частку прибутків від цієї колонії.
У той час, за словами губернатора Бермудських островів, Багамські острови були «без будь-якого представника чи форми правління», а колонія була «оскредком або гніздом сумнозвісних негідників». Поки Роджерс не отримав своє призначення, островами номінально керував відсутній лорд-власник, який мало що зробив, окрім як призначив нового безсилого губернатора, коли посада звільнилася. Згідно з угодою, яка лежала в основі призначення Роджерса, лорд-власник передав свої права в оренду за символічну суму компанії Роджерса на двадцять один рік.
5 вересня 1717 року була видана прокламація, яка оголошувала помилування за всі піратські злочини, за умови, що ті, хто шукав того, що стало відомо як «Королівське прощення», здадуться не пізніше 5 вересня 1718 року. Право надавати помилування мали губернатори колоній та їх заступники. 6 січня 1718 року Роджерс був офіційно призначений Георгом I «генерал-капітаном і головним губернатором» Багамських островів. Він не вирушив відразу до свого нового бейлівіка, а витратив кілька місяців на підготовку експедиції, яка включала 7 кораблів, 100 солдат, 130 колоністів і припаси, починаючи від їжі для членів експедиції та екіпажів кораблів до релігійних памфлетів, які вони роздавали піратам, які, на думку Роджерса, відповідали б духовним вченням. 22 квітня 1718 року експедиція в супроводі трьох кораблів Королівського флоту вийшла з Темзи.

### Перший термін
Експедиція прибула 24 липня 1718 року, заблокувавши в гавані захоплений несподіванкою піратський корабель під командуванням Чарлза Вейна. Після невдачі переговорів Вейн використав захоплене французьке судно як брандер, намагаючись протаранити військово-морські судна. Спроба провалилася, але військово-морські судна були витіснені із західної частини гавані Нассау, що дало екіпажу Вейна можливість здійснити набіг на місто й захопити найкращого місцевого лоцмана. Потім Вейн та його люди втекли на маленькому шлюпі через вузький східний вхід у гавань. Пірати вирвались з пастки, але Нассау та острів Нью-Провіденс перейшли під контроль Роджерса.
У той час населення острова складалося з близько двохсот колишніх піратів і кількох сотень втікачів, які втекли з сусідніх іспанських колоній. Роджерс організував уряд, надав королівське помилування тим колишнім піратам на острові, які ще не прийняли його, і почав відбудовувати укріплення острова, які занепали під пануванням піратів. Менш ніж за місяць перебування на Нью-Провіденсі Роджерс зіткнувся з подвійною загрозою: Вейн прислав листа з погрозами об'єднатися з Едвардом Тічем (більш відомого як Чорна Борода), щоб повернути острів, а крім того Роджерс дізнався, що іспанці також планують вибити британців з Багамських островів.
Експедиція Роджерса зазнала нових невдач. Через невідому хворобу померла майже сотня членів його експедиції, при цьому мешканців, які вже давно перебували в Нассау, хвороба майже не зачіпила. Два з трьох кораблів ВМС, не маючи наказу залишатися, вирушили до Нью-Йорка. Кораблі, відправлені до Гавани, щоб досягнути примирення з іспанським губернатором, так і не прибули до місця призначення, оскільки під час плавання їх екіпаж повстав і став піратами. Нарешті, третє військово-морське судно відбуло в середині вересня, його командир пообіцяв повернутися через три тижні — обіцянки, яку він не мав наміру виконувати. Роботи з відновлення укріплень острова йшли повільно, місцеві жителі виявляли небажання працювати.
14 вересня 1718 року Роджерс отримав повідомлення, що Вейн перебуває в Грін-Тертл-Кей поблизу Абако, приблизно за 120 миль (190 км) на північ від Нассау. Деякі з помилуваних піратів на Нью-Провіденсі взяли човни, щоб приєднатися до Вейна, і Роджерс вирішив послати двох колишніх капітанів піратів, Бенджаміна Горніґолда та Джона Кокрама, з командою для збору розвідувальних даних і, якщо можливо, для привести Вейна в бій. Минали тижні, а надії на їхнє повернення тьмяніли, Роджерс оголосив воєнний стан і змусив усіх жителів працювати над відновленням укріплень острова. Нарешті повернулися колишні пірати. Їм не вдалося знайти можливості вбити Вейна або привести його в бій, але захопили один корабель і кілька піратських полонених. Потім капітана Горніґолда відправили відбити кораблі та екіпажі, які пішли піратами на шляху до Гавани. Він повернувся з десятьма в'язнями, включаючи капітана Джона Огера і трьома трупами. 9 грудня 1718 року Роджерс привів до суду десятьох чоловіків, захоплених Горніґолдом. Дев'ятьох засудили, а через три дні Роджерс повісив вісьмох, відстрочивши дев'ятого, почувши, що він із хорошої родини. Один із засуджених, Томас Морріс, жартівливо сказав, піднімаючись на шибеницю: «У нас є хороший губернатор, але суворий». Страти настільки налякали населення, що, коли невдовзі після Різдва кілька жителів задумали повалити Роджерса і повернути острів піратству, змовники не залучили підтримки. Роджерс випоров їх, а потім відпустив як нешкідливих.
16 березня 1719 року Роджерс дізнався, що Іспанія та Британія знову перебувають у стані війни. Він подвоїв свої зусилля, щоб поновити укріплення острова, купуючи життєво важливі припаси в кредит в надії, що згодом їх відшкодують інвестори експедиції. У травні іспанці відправили штурмовий флот проти Нассау, але коли командир флоту дізнався, що французи (нині союзник Британії) захопили Пенсаколу, він замість цього направив флот туди. Це дало Роджерсу час для продовження зміцнення та постачання Нью-Провіденсу, і в лютому 1720 року іспанці нарешті прибули до Нассау. Вчасна тривога від двох колишніх рабів-вартових, а також присутність Delicia з 32 гарматами і фрегат HMS «Flamborough» з 24 гарматами під керівництвом капітана Джонатана Гілдеслі  і 500 готових ополченців, багато з яких були колишніми піратами допомогли змусити іспанців відступити.
1720 рік поклав край зовнішнім загрозам правлінню Роджерса. Коли Іспанія та Британія знову перебувають у мирі, іспанці не робили жодних кроків проти Багамських островів. Вейн так і не повернувся, зазнав корабельної аварії та захоплений на островах затоки — через рік він був повішений на Ямайці. Це не припинило проблеми Роджерса як губернатора. Надмірно розтягнувшись на фінансування оборони Нью-Провіденс, він не отримав допомоги від Британії, і купці відмовилися надати йому подальші кредити. Його здоров'я постраждало, і він провів шість тижнів у Чарльстоні, Південна Кароліна, сподіваючись одужати. Натомість він був поранений під час поєдинку з капітаном Джоном Хілдеслі з HMS «Flamborough», дуелі, викликаної суперечками між ними на Нью-Провіденсі.  Стурбований відсутністю підтримки та зв'язку з Лондона, Роджерс відплив до Британії в березні 1721 року. Через три місяці він приїхав і виявив, що призначено нового губернатора, а його компанію ліквідовано. Особисто відповідаючи за зобов'язання, які він узяв у Нассау, він був ув'язнений за борги.

### Діяльність в Англії, другий термін і смерть
Оскільки і уряд, і його колишні партнери відмовлялися від погашення його зобов'язань, Роджерс був звільнений з в'язниці для боржників лише тоді, коли кредитори змилосердилися над ним і звільнили його від боргів. Незважаючи на це, Роджерс писав, що він був «збентежений меланхолійною перспективою [його] справ».  У 1722 або 1723 роках до Роджерса звернувся чоловік, який писав історію піратства, і Роджерс надав йому багато інформації «з перших рук». Створена в результаті книга «Загальна історія пограбувань і вбивств найвідоміших піратів», опублікована під псевдонімом капітан Чарльз Джонсон, користувалась величезним успіхом по обидва боки Атлантики і вдруге зробила з Роджерса національного героя. З приверненням до себе уваги громадськості, Роджерсу вдалося в 1726 році звернутись до короля з проханням про фінансове відшкодування. Мало того, що король Георг I надав йому пенсію заднім числом з 1721 року, але ще й його син і наступник корольГеорг II знову призначив Роджерса губернатором Нассау 22 жовтня 1728 року.
Багамські острови не опинилися під зовнішньою загрозою під час другого терміну Роджерса, але знову призначений губернатор мав труднощі. Все ще прагнучи зміцнити оборону острова, Роджерс домагався введення місцевого податку. Асамблея, яка була створена за відсутності Роджерса, заперечила, і Роджерс у відповідь розпустив її. Урядова битва виснажила Роджерса, який знову вирушив до Чарльстона на початку 1731 року, намагаючись відновити своє здоров'я. Незважаючи на те, що він повернувся в липні 1731 року, він так і не відновив своє здоров'я і помер у Нассау 15 липня 1732 року.
На честь Роджерса названа вулиця біля гавані в Нассау. «Піратство вигнано, торгівля відновлена» залишався девізом Багамських островів, поки острови не здобули незалежність у 1973 році.